# Таратухін Андрій Сергійович
Андрій Сергійович Таратухін (рос. Андрей Сергеевич Таратухин; 22 лютого 1983, м. Омськ, СРСР) — російський хокеїст, центральний нападник. Виступає за «Атлант» (Митищі) у Континентальній хокейній лізі. Майстер спорту міжнародного класу.
Вихованець хокейної школи «Авангард» (Омськ). Виступав за «Авангард» (Омськ), «Локомотив» (Ярославль), «Омаха Найтс» (АХЛ), «Салават Юлаєв» (Уфа), «Нафтохімік» (Нижньокамськ).
У чемпіонатах КХЛ — 302 матчі (39+61), у плей-оф — 45 матчів (2+5).
У складі національної збірної Росії учасник зимових Олімпійських ігор 2006 (5 матчів, 0+0). У складі молодіжної збірної Росії учасник чемпіонатів світу 2002 і 2003. У складі юніорської збірної Росії учасник чемпіонату світу 2001.
Досягнення
- Чемпіон Росії (2004, 2008)
- Володар Кубка Гагаріна (2011)
- Переможець молодіжного чемпіонату світу (2002, 2003)
- Переможець юніорського чемпіонату світу (2001)